# Kilt

Skupina dudáků v kiltech

Kilt je výhradně mužská součást skotského národního kroje (ženy, až na výjimky, kilt nenosí) v podobě mužské zavinovací skládané suknice s barevným kárem, ozdobnými třásněmi a ozdobnou broží, nejčastěji ve formě zavíracího špendlíku – tzv. kiltpin. Existuje mnoho druhů kiltů, lišících se zejména vzorem a také původem. Kromě jiných existují ještě irské a velšské kilty.
Kilt, „skotská sukně“, součást tradičního skotského mužského kroje, je zhotovena z vlněné kostkované látky zvané tartan, jejíž vzory jsou velmi často asociovány s jednotlivými skotskými rody – klany. Jedná se o novodobou asociaci, neboť přiřazování vzorů nemá historický podklad a začíná se objevovat teprve s nástupem skotského národního obrození v první polovině 19. století. Kilt je dominantní součástí skotského kroje, jehož další součástmi jsou již zmíněný kiltpin, dlouhé vlněné podkolenky (jednak jednobarevné, nejčastěji bílé, jednak tartanové), sporran (kapsář na řetízku kolem pasu) a sgian dubh – dýka, která se nosí zastrčená v pravé podkolence. Tento základ bývá doplňován jednak slavnostním oblekem, který nosí např. skotští dudáci, případně slavnostním civilním oblekem, tzv. Bonnie Prince Charlie, který se skládá ze skotského krátkého fráčku s vestou, smokingové košile a motýlku, či neformálního tweedového saka, bílé košile a kravaty. Variant je mnoho – od pouhého svetru oblékaného ke kiltu například po saka typu Argylle, Montrose a podobně.

## Skotský kilt
Skotský kilt vykazuje charakteristický vzhled, konstrukci a konvence, které jej odlišují od ostatní typů kiltu. Je to šitá část oděvu, která se v pase omotává kolem těla. Kilt se zapíná pomocí řemínků a přezek. Řemínky jsou připevněny jak na vnitřním konci kiltu (pouze jeden řemínek) a otvory procházejí ven, kde se zapínají do přezek na vnějším konci, tak na vnějším okraji (většinou dva řemínky).
Kilt začíná v pase a končí v polovině kolen. Vepředu je druhá překrývající vrstva, která se nazývá „apron“ (angl. zástěra). Zadní část kiltu je naskládaná do hustých skladů, tzv. pleats, které se skládají buď tak, že vzor tartanu i nadále nepřerušovaně pokračuje (tzv. civilní skládání), případně se skládá tak, že se neustále opakuje dominantní proužek z látky, případně se dominantní proužky střídají (tzv. military style). I díky těmto hlubokým a hustým skladům je délka materiálu použitého na výrobu kvalitního kiltu šitého na míru cca 7,5 m. Tradičním zvykem je nenosit pod kiltem spodní prádlo (u vojenských jednotek je to dokonce vojenským řádem vyžadováno). Výjimku tvoří pouze tanečníci a sportovci oblékající kilt a to z ryze praktických důvodů.

### Materiál
Typický moderní kilt je vyroben z kepru, utkaného z česané ovčí vlny. Látka je tkána zvláštním způsobem, který vytváří diagonální strukturu. Je-li na látce ještě barevný vzor, nazývá se tkanina tartan. Pro srovnání, tradiční irský kilt se vyráběl z jednobarevné tkaniny, nejčastěji šafránově nebo zeleně obarvené.
Kepr se vyrábí v různé tloušťce, podle toho, pro jaké použití je finální výrobek určen. Pro aktivní pohyb (tradiční tance) se používá tenčí materiál, než pro kilt určený pro pobyt v chladném prostředí.

### Vzorek

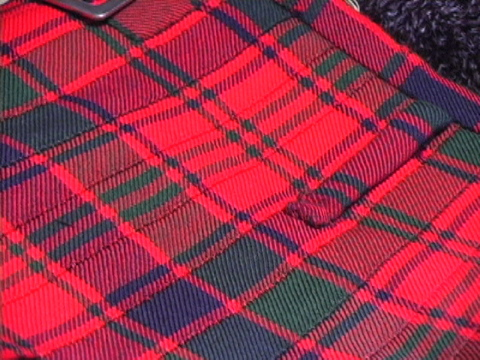
Detail kiltu

Nejcharakterističtějším prvkem skotského kiltu jsou barevné vzory. Mnoho těchto vzorů je tradičně spojováno s určitými klany a rodinami, i když pro to neexistují historické podklady, ale existují také tartany s charakteristickým vzorkem pro oblasti, hrabství, podniky, školy a univerzity. Vzorek je orientován svisle a vodorovně, nikdy ne úhlopříčně. Vzorky jsou označovány podle souslednosti barev a šířky. Například tartan Wallace se označuje jako „K/4 R32 K32 Y/4“ (K je černá, R červená, Y žlutá). Tento kód znamená, že černá v šířce 4 jednotek je následována červenou v 32 jednotkách atd. Jednotka obvykle označuje počet vláken. Vzory jsou dále charakterizovány délkou, kterou měří celá jedna sekvence barevných polí. Obvykle se udává v centimetrech (palcích). 

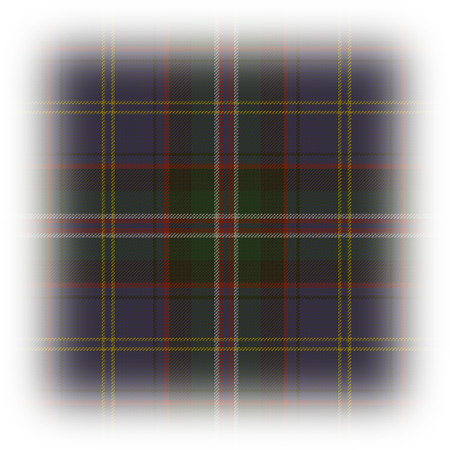
Český národní tartan – oficiální tartan mezinárodně registrovaný pro Česko

Vzory tartanu bývaly registrovány Skotským úřadem pro tartan (Scottish Tartans Authority), který uchovával vzorky materiálu, jeho jméno a kód označující charakteristiku barevného vzoru. V roce 2009 registrace tartanů přešla pod Skotský národní archiv. V současné době je registrováno několik tisíc vzorů tartanu. Výjimkou není ani Česko, jehož národní tartan (Czech National Tartan) byl registrován 25. ledna 2008. Ačkoliv se každý rok registrují nové vzory, většina jich byla vytvořena v 19. století. V té době narůstalo romantické vnímání Highlands a během viktoriánského období byla skotská kultura silně poangličťována. Reakcí na tyto procesy byla registrace tartanů spolu s klanovými jmény. Předtím většinou nebyly jednotlivé vzory s klany spojovány.

### Velikosti
Ačkoliv levnější kilty jsou k dostání ve standardních velikostech, kvalitní kilt je šitý na míru. Jsou potřeba nejméně tři rozměry – pas, boky a délka kiltu. Pokud je kilt objednáván na dálku, výrobci zájemcům obvykle zasílají instrukce a schéma, jak míry správně určit.

## Northumbrijský kilt
Northumbrijský kilt je téměř shodný se skotským, ale je obvykle vyroben z obyčejnějšího materiálu a je méně barevný. Ačkoliv je látka tkána podobně, nejedná se o pravý tartan. Oblíbené jsou také jednobarevné kilty.

## Irský kilt

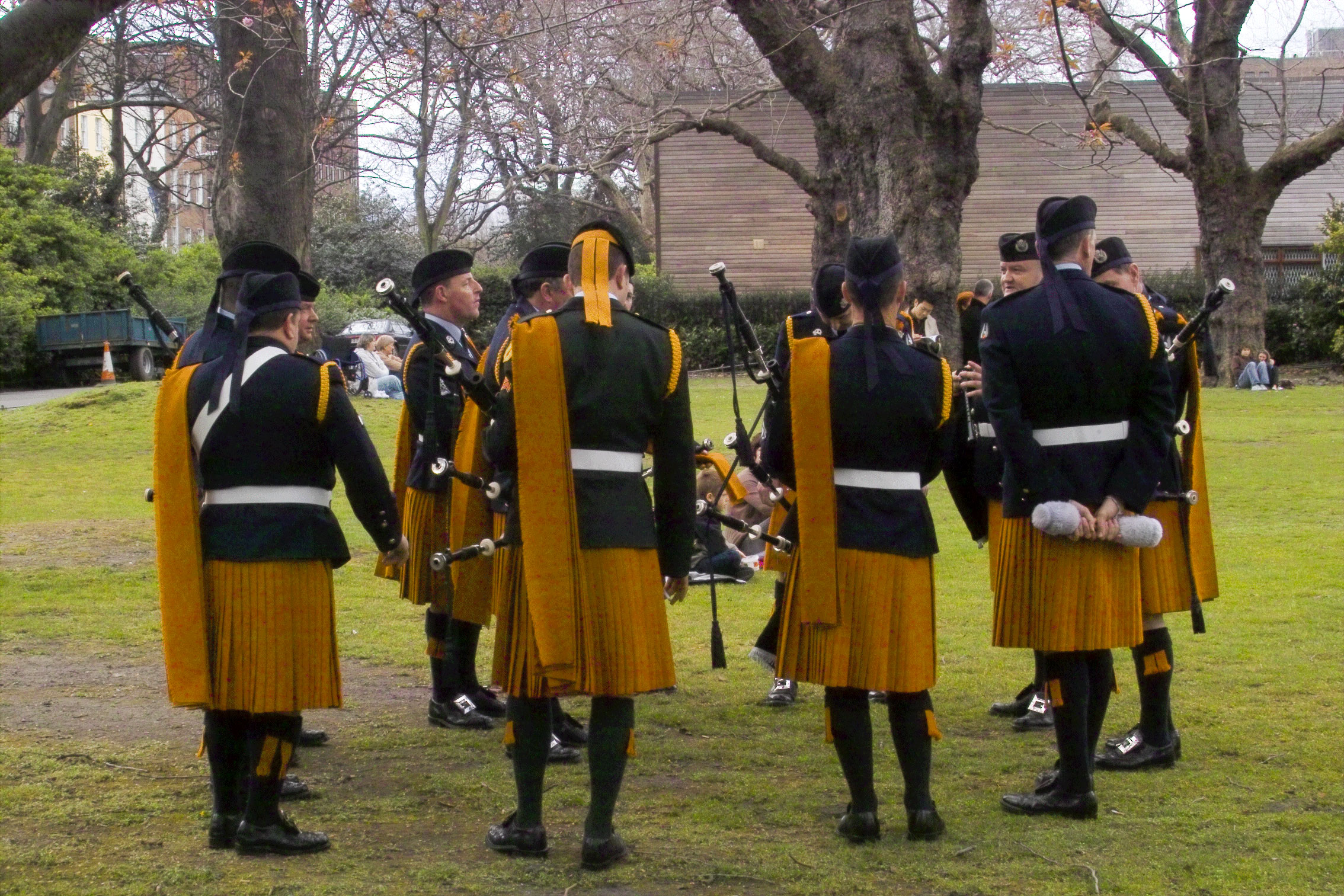
Irský vojenský dudácký soubor v tradičních „šafránových“ kiltech

Na rozdíl od skotského kiltu, irský kilt se používal jednobarevný, obarvený nejčastěji šafránovou nebo zelenou barvou. Na fotografiích z 19. a 20. století můžeme často vidět lidi mající jednobarevný kilt, obzvláště na politických a hudebních shromážděních. V této době se kilt používal jako symbol gaelského národního cítění. V současné době je kilt v Irsku vnímán spíše jako skotská specialita.

## Velšský kilt
Ačkoliv kilt není tradiční součástí velšského oděvu, je v současné době u Velšanů velmi oblíbený, podobně jako u jiných národů keltského původu. S kiltem a tartanem se dnes setkáme téměř stejně často ve Skotsku jako ve Walesu, Cornwallu, Devonu či Galicii ve Španělsku.
Jedním z nejpopulárnějších tartanů ve Walesu je tartan svatého Davida, velšského národního patrona. Jsou ale vyráběny i individuální tartany, ačkoliv existuje pouze minimum důkazů, že by se v minulosti rodiny identifikovaly s konkrétním tartanem. Velšský národní tartan navrhl v roce 1967 D. M. Richards, aby demonstroval spojení Velšanů s keltským světem. Tartan používá barvy velšské národní vlajky – zelenou, červenou a bílou.

## Kilt v Česku
V Česku nemá kilt tradici. I tak se najdou muži co rádi kilt nosí. Asi nejznámějším propagátorem a zároveň výrobcem kiltů jako sportovního oblečení sportovních / běžeckých kiltů jsou sourozenci Tomáš Zahálka a Stanislava Zahálková. Zároveň vyrábí a prodávají klasický kilt po česku. Kilt je propagován jako celoroční pohodlý kus oblečení. V zimě pro zachování pohodlnosti kiltu doporučuje nosit pod kilt punčochové kalhoty. 